# Hülsede
Hülsede er en by og kommune i det nordvestlige Tyskland med godt 1.000 indbyggere (2013)[kilde mangler], beliggende i Samtgemeinde Rodenberg i den østlige del af Landkreis Schaumburg. Denne landkreis ligger i delstaten Niedersachsen.

## Geografi
Kommunen er beliggende på nordøstskråningerne af Süntels i Deister-Sünteldalen med vandløbet Hülseder Bach løbende gennem området og ud i Rodenberger Aue.
Kommunen Hülsede består af tre landsbyer :
- Hülsede (med bebyggelserne Mittelmühle og Niedermühle)
- Meinsen
- Schmarrie (med bebyggelserne Bussenmühle, Eisenhammer, Herriehausen og Pulvermühle)

### Nabokommuner
Hülsede grænser (med uret fra nord) op til kommunerne Pohle og Messenkamp, byerne Bad Münder og Hessisch Oldendorf samt kommunen Auetal.